# Брансуик (Мэн)
Брансуик (англ. Brunswick) — город в округе Камберленд, в штате Мэн, США. По подсчетам бюро переписи населения в 2000 году население города составляло 21 172 человек. Брансуик является частью агломерации Портленд — Саут-Портленд — Биддефорд. Рядом с городом расположен военно-морской аэродром (планируется закрыть к 2011 году). Также в городе расположен Колледж Боудойн (англ. Bowdoin College), основанный в 1794 году.

## География
По данным бюро переписи населения США, общая площадь города — 140,4 км², из которых: 121,2 км² — земля и 19,3 км² (13,72 %) — вода. Город пересекают дороги: I-295, US 1 и US 201. Омывается водами залива Каско.

## Население
Согласно переписи населения 2000 года, в городе проживали 21 172 человека, было 8150 домашних хозяйств и 5150 семья. Плотность населения составляла 174,7 человек на км². Количество жилых построек составило 8720 со средней плотностью 72 на км². Разделение на расы составило: 94,35 % белых, 1,71 % афроамериканцев, 0,23 % американских индейцев, 1,67 % азиатов, 0,06 % выходцы из Океании, 0,63 % другие расы, и 1,36 % указали две или более расы. 1,62 % населения составили латиноамериканцы.
Из 8150 домашних хозяйств, 31,1 % имели детей в возрасте до 18 лет, 51,6 % были женаты и жили вместе, 8,7 % имели женщину без мужа как главу хозяйства и 36,8 % не имели родства. 30,8 % домашних хозяйств состояли из одного человека и 13,5 % состояли из одного человека в возрасте 65 лет или старше. Средний размер домашнего хозяйства составил 2,34 человека, средний размер семьи 2,95 человека.
Возрастной состав населения: 23 % моложе 18 лет, 14,1 % с 18 до 24 лет, 26,9 % с 25 до 44 лет, 20,5 % с 45 до 64, 15,5 % 65 лет или старше. Средний возраст был 36 год. На каждые 100 женщин приходился 93,1 мужчины. На каждые 100 женщин в возрасте 18 лет и старше приходилось 89 мужчин.
Средний доход на домашнее хозяйство составлял $40 402 в год, средний доход на семью $49 088. Мужчины имели средний доход $32 141, женщины $24 927. Средний годовой доход на душу населения города составил $20 322. Около 5 % семей и 8 % населения были за чертой бедности, из них 8,6 % в возрасте до 18 лет и 8,1 % 65 лет и старше.
Ниже приводится динамика численности населения города.

## Галерея

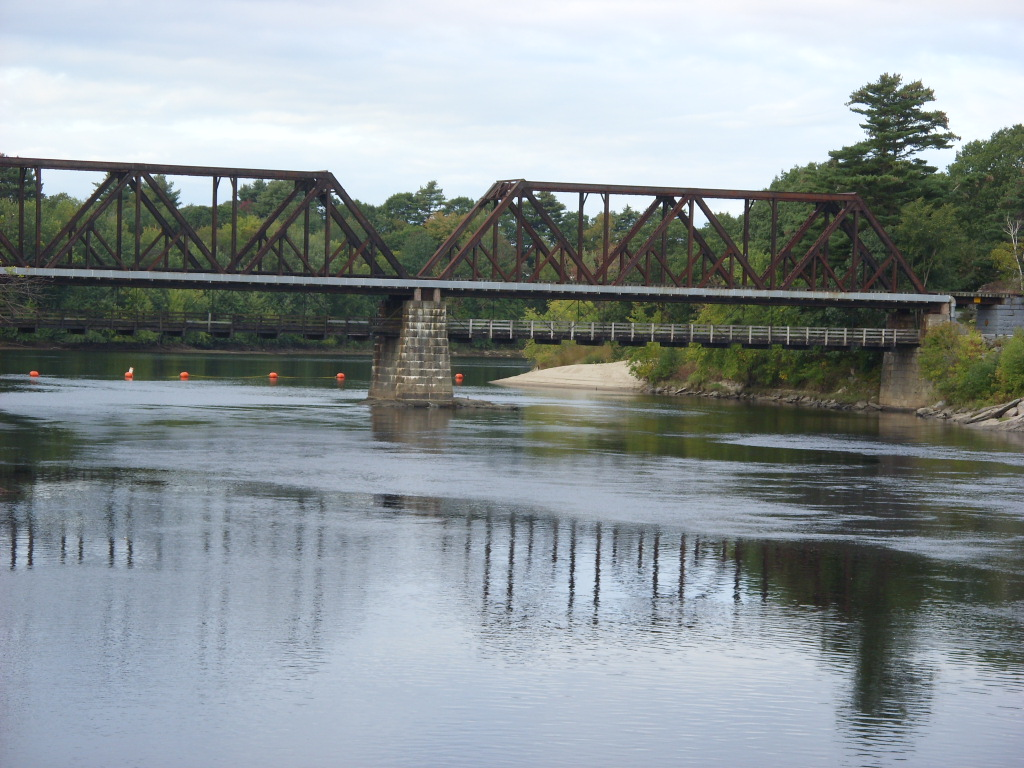
Мост в Брансуике
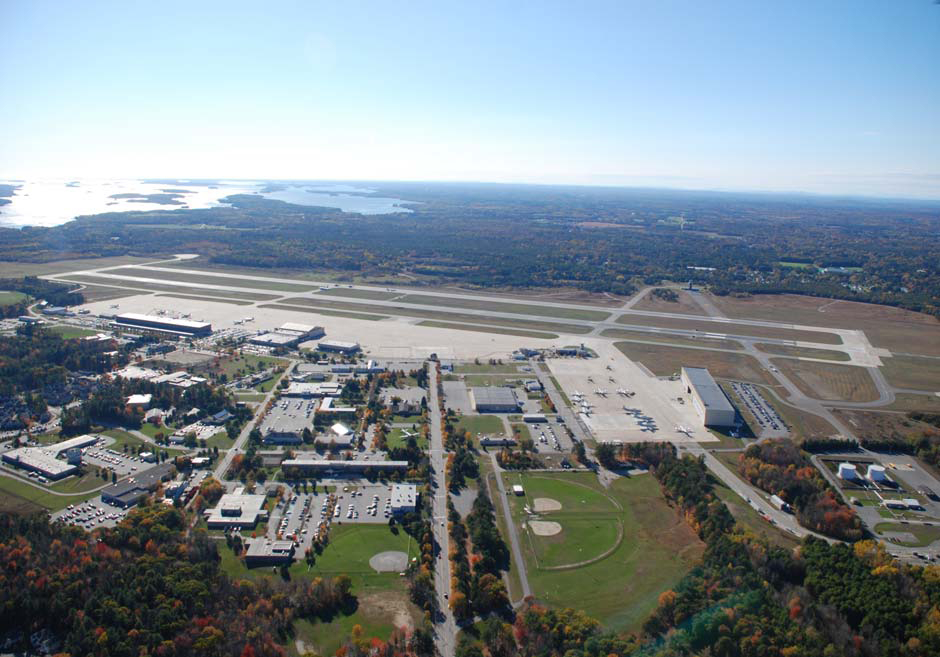
Аэрофотоснимок военно-морского аэродрома
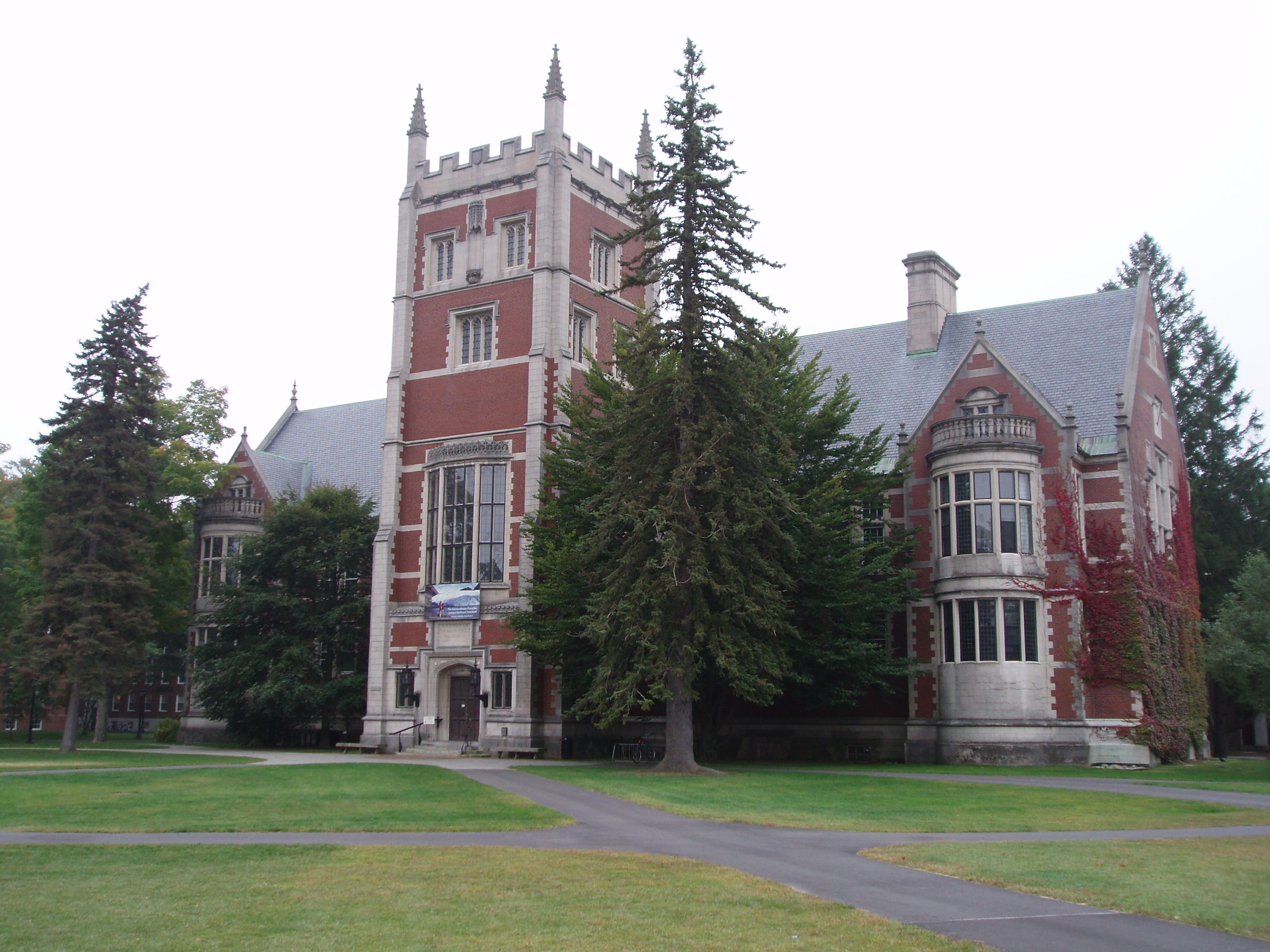
Главное здание колледжа Боудойн
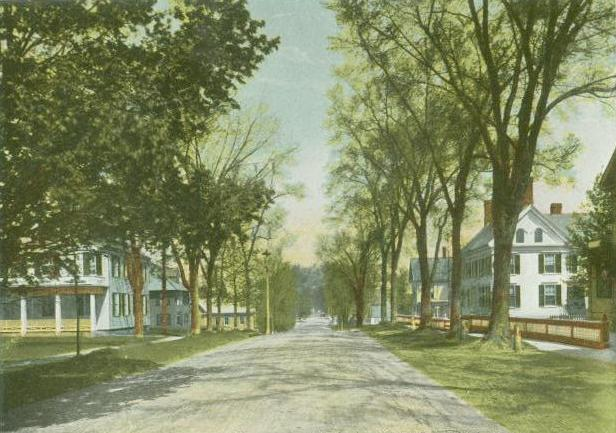
Федеральная улица, 1906 год